# Kongres haski

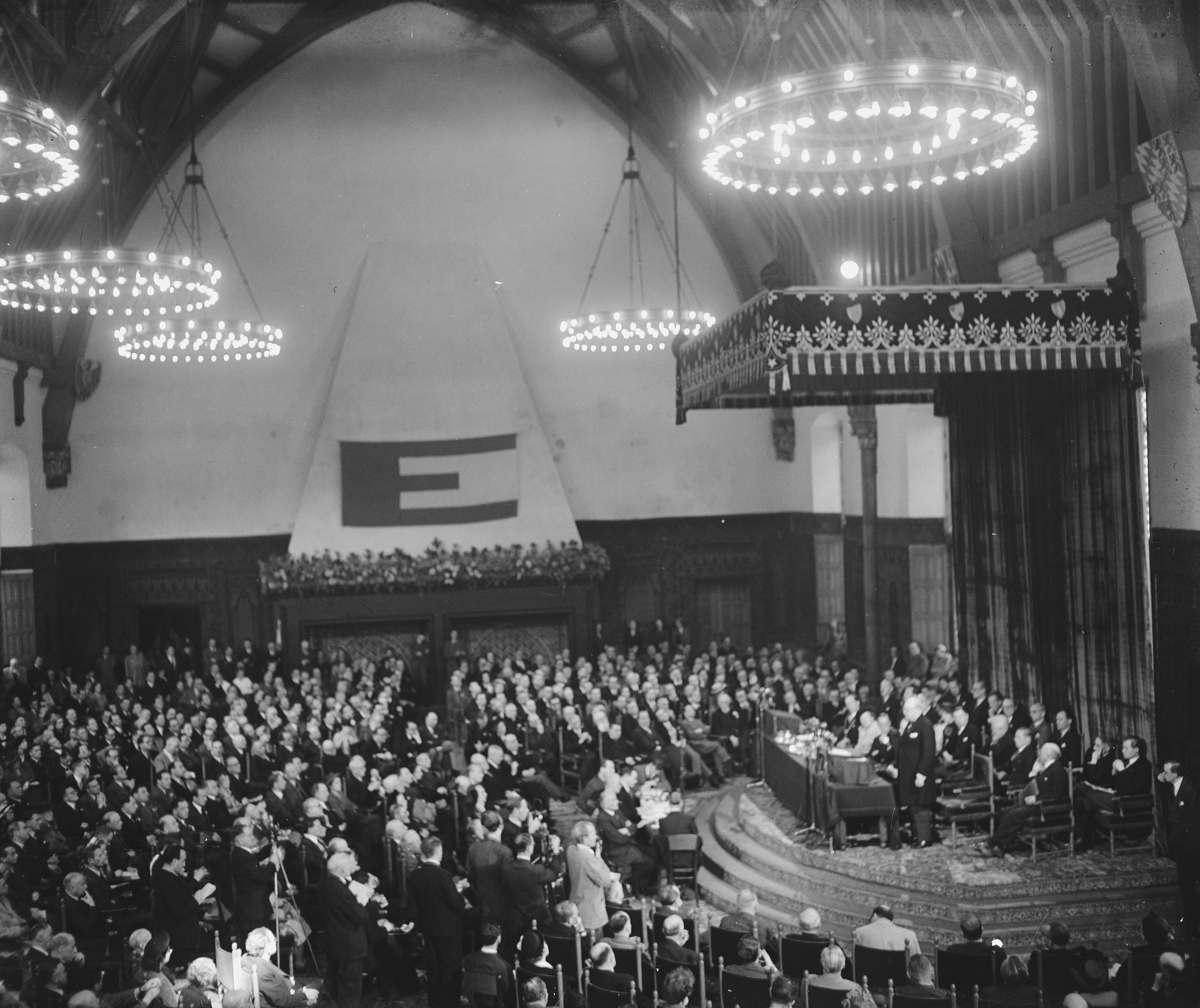
Kongres Europejski (9 maja 1948)

Kongres haski (Kongres Europejski w Hadze) – spotkanie przedstawicieli 25 krajów zorganizowane przez Józefa Retingera i Duncana Sandysa w Hadze w dniach 7–10 maja 1948. Kongres stał się forum dyskusyjnym na temat idei i metod integracji europejskiej, zapoczątkował utworzenie Rady Europy i powstanie Ruchu Europejskiego.

## Charakter kongresu i przebieg
Było to spotkanie przedstawicieli 25 krajów, zarówno polityków, jak i postaci świata kultury, w tym Jules Romain, Étienne Gilson, Raymond Aron, czy też Salvador de Madariaga. Obradom przewodniczył Winston Churchill.
Spotkanie to stało się panelem dyskusji na temat sposobów jednoczenia Europy. Zarysowały się dwa rozbieżne bloki, które nie mogły zgodzić się co do kierunku integracji kontynentu. Przedstawiciele Beneluksu i Francji oraz tradycyjni federaliści opowiadali się za powołaniem federacyjnego Zgromadzenia Europejskiego. W opozycji wobec nich znajdowali się zwolennicy powołania wspólnego organu międzyrządowego o bardziej ograniczonych kompetencjach. Rzecznikiem takiego rozwiązania była przede wszystkim Wielka Brytania. Ostatecznie przyjęto za punkt wyjścia koncepcję umiarkowanych federalistów.

## Postanowienia
Kongres w Hadze przyjął trzy zasadnicze rezolucje: kulturalną, polityczną i ekonomiczno-społeczną.
Rezolucja kulturalna podkreśliła wspólne dziedzictwo europejskiej cywilizacji oraz potrzebę wspólnych dążeń do zagwarantowania praw człowieka. Wskazano również na potrzebę rozwijania świadomości europejskiej oraz szerokiego eksponowania zdobyczy kultury kontynentu. Położono wówczas nacisk na konieczność sprzyjania przepływowi idei, informacji, publikacji i dzieł sztuki. 
Rezolucja polityczna zakładała utworzenie unii politycznej, powołanie Zgromadzenia Europejskiego, przyjęcie Karty Praw Człowieka oraz powołanie Europejskiego Trybunału Praw Człowieka.
W rezolucji ekonomiczno-społecznej zaproszono wszystkie rządy do tworzenia jedności ekonomicznej kontynentu, likwidowania barier handlowych, taryf celnych i podnoszenia poziomu życia. W późniejszym terminie zakładano swobodny przepływ kapitału, unifikację waluty oraz pełną unię celną. 

## Następstwa
W wyniku kongresu powołano Ruch Europejski i Radę Europy. Powstała Europejska Unia Płatnicza, Europejska Fundacja Kulturalna oraz Kolegium Europejskie (College of Europe) w Brugii.